# Hindsia irwinii
Hindsia irwinii är en måreväxtart som beskrevs av Julian Alfred Steyermark. Hindsia irwinii ingår i släktet Hindsia och familjen måreväxter. Inga underarter finns listade i Catalogue of Life.